# Hoplistopus
Hoplistopus este un gen de molii din familia Sphingidae. 

## Specii
- Hoplistopus butti - (Rothschild & Jordan 1903)
- Hoplistopus penricei - (Rothschild & Jordan 1903)